# Roger Neumann

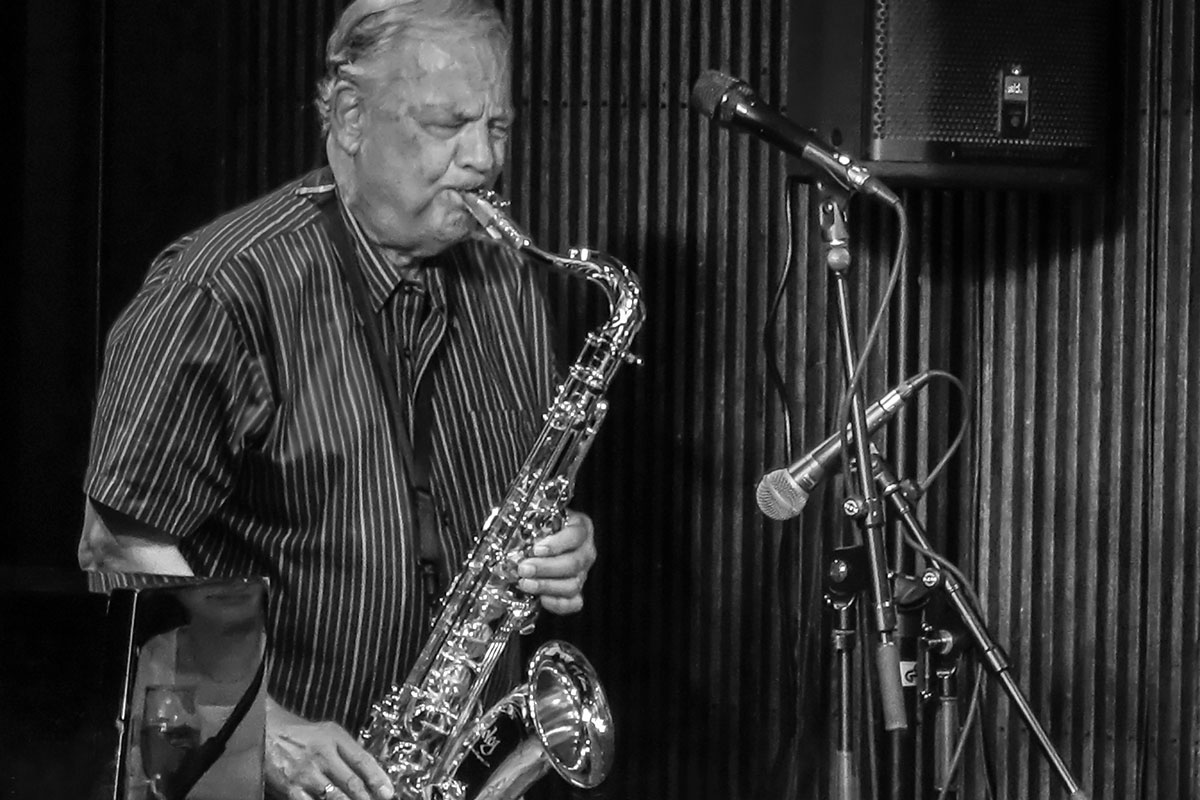
Roger Neumann

Roger Neumann (Minot, 3 januari 1941 - Los Angeles, 28 november 2018) was een Amerikaanse jazz-saxofonist (sopraansaxofoon, tenorsaxofoon en baritonsaxofoon), -fluitist, klarinettist, componist, arrangeur, bandleider en educator.

## Biografie
Neumann begon al als professioneel muzikant te spelen terwijl hij nog op highschool was. Hij schreef toen en in de jaren erna arrangementen voor de territory-band van Billy Redman. Eind jaren vijftig en begin jaren zestig speelde hij veel in late jamsessies in Sioux City. Nadat hij afgestudeerd was aan Morningside College toerde hij met de band van Jack Gillespie en was hij lid van de Jimmy Dorsey Band onder leiding van Lee Castle. Hierna was hij ruim twee jaar de leider van de schoolband in Guthrie Center. In 1965 ging hij studeren aan Berklee College of Music en in 1967 kreeg hij de aanbieding van Woody Herman om lid te worden van The Herd, waarmee hij toerde. 

## Los Angeles
In 1968 ging hij in Los Angeles wonen, waar hij werkte bij allerlei groepen, waaronder die van Bob Crosby, Les Brown, Ray Anthony (waarvoor hij ook arrangeerde) en Tex Beneke. Ook begeleidde hij zangeres Anita O'Day en speelde hij mee bij opnames van de Beach Boys. In 1975 richtte Neumann een eigen bigband op, de Rather Large Band, waarin allerlei goede muzikanten van de West Coast-jazz speelden. Met deze groep nam hij twee goed ontvangen en goed verkochte albums op, met zang van zijn vrouw Madeline Vergari. De laatste jaren speelde hij met kleine jazzgroepen in Los Angeles en omgeving. Ook was hij al jaren actief als educator, in Los Angeles en (sinds 1984) in Estherville, Iowa, aan Iowa Lakes Community College. Verder gaf hij bij de non-profitorganisatie JazzAmerica gratis jazzlessen aan jonge musici. Neumann overleed op 77-jarige leeftijd.

## Arrangeren
In 2002 kreeg Neumann de LA Jazz Society's Award in de categorie 'jazzarrangeur van het jaar'. Neumann heeft gearrangeerd voor onder meer Buddy Rich, Phil Norman, Ray Charles en de Beach Boys. Ook componeerde en arrangeerde hij voor televisie (bijvoorbeeld voor The Young and the Restless en My Favorite Martian).

## Discografie
- Introducing Roger Neumann's Rather Large Band, Sea Breeze Jazz Records, 1983 ('album-pick' Allmusic.com)
- Instant Heat, Sea Breeze Records, 1993

- Gemeinsame Normdatei: 1212118669
- International Standard Name Identifier: 0000 0003 7357 9167
- Library of Congress Control Number: no2011107029
- Nederlandse Thesaurus van Auteursnamen: 07487666X
- Virtual International Authority File: 286727604
- WorldCat: E39PBJppBHmjVYJxvCPv3MVDMP